# Nació Navajo
La Nació Navajo, (en anglès: Navajo Nation, en idioma navaho: Naabeehó Bináhásdzo) és un territori semiautònom governats pels natius nord-americans navahos que ocupa una superfície de 71.000 km² en part dins els estats d'Arizona (nord-est) i Utah (sud-est) i Nou Mèxic (nord-oest). Aquest territori té la major superfície de les reserves índies dins els Estats Units.

## Nom
En anglès, aquest territori, inicialment es va dir "Navajo Indian Reservation," governat des de 1923 pel Consell Tribal Navajo ("Navajo Tribal Council.") El 15 d'abril de 1969, es va canviar el nom oficial a "Navajo Nation," L'any 1994, una proposta de canviar el nom oficial de "Navajo" al nom de "Diné" va ser rebutjada pel Consell. Digueren que el nom de Diné representava l'època de patiment després de la “Gran Marxa dels Navajo” (Long Walk of the Navajo) i que Navajo era el nom adequat per al futur.

## Història

Canvis en les fronteres de la reserva Navajo de 1868a 1934

La Reserva dels Indis Navajo ("Navajo Indian Reservation") es va establir segons el Tractat de 1868. Definint-se les fronteres entre el paral·lel 37 de latitud Nord i la frontera sud en la línia de Fort Defiance a Fort Lyon; (a l'est) i la longitud 109°30′ a l'oest. Com que no hi havia marques físiques que delimitessin aquestes fronteres molts navajos les ignoraren i van tornar a on eren originaris abans del seu captiveri. Per això hi ha una població significativa de navajos que resideix al llarg dels rius Little Colorado i riu Colorado i també a Naa'tsis'aan (Navajo Mountain), que mai patiren els camps de concentració de Hweeldi (Ft. Sumner).

## Política
Tal com va quedar reorganitzat l'any 1991, el govern de la Nació Navajo té la separació de poders en: executiu, legislatiu i judicial.

## Geografia

Mapa de la Nació Navajo i les seves poblacions

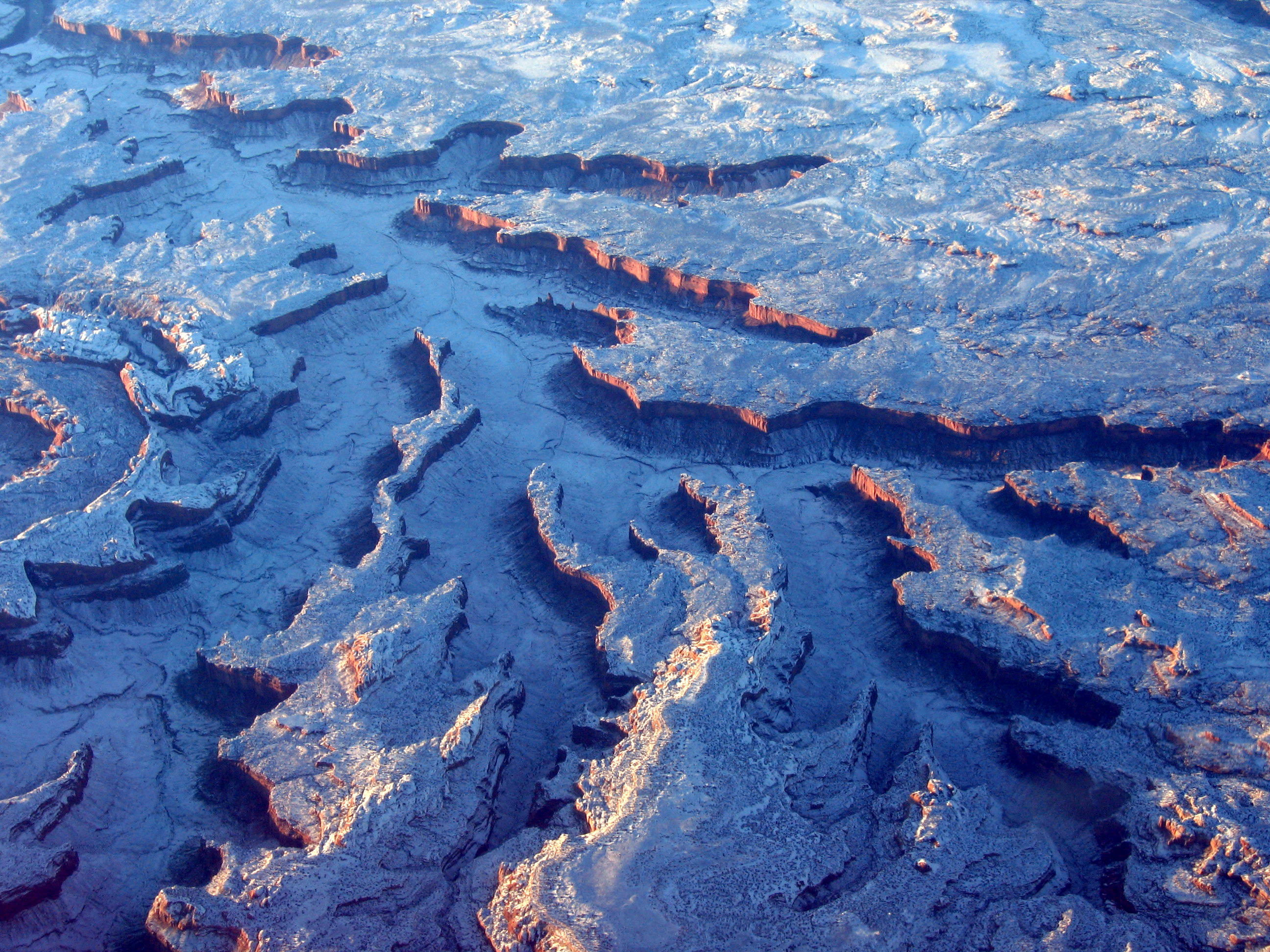
Canyó de Chelly

Dins el territori de la Nació Navajo hi ha el Canyon de Chelly National Monument, Monument Valley, Monument Nacional del Pont de l'Arc de Sant Martí, i Shiprock. La Nació Navajo està dividida en cinc agències que són com províncies i la seu del govern navajo és a Window Rock/Tségháhoodzání. Les cinc agències són: Chinle Agency, Eastern Navajo Agency, Western Navajo Agency, Fort Defiance Agency, i Shiprock Agency. Aquestes agències es subdivideixen en Chapter houses navajo similars a comtats administratius. La Nació Navajo compta amb 300.048 membres (juliol de 2011). Per a ser membre de la Nació Navajo cal legalment tenir almenys una part d'ascendència navajo, l'equivalent de tenir un avi navajo o ser d'un dels quatre clans diné. Així s'obté un certificat de tenir sang índia (Certificate of Degree of Indian Blood, CIB). Entre les minories hi ha els angloamericans i els amerindis d'ètnia hopi i paiute.

## Economia
En temps històrics recents la seva economia estava basada en la cria d'ovelles de la raça “Navajo-Churro” i en la ramaderia bovina a més de la mineria de turqueses i de plata. Recentment s'hi ha afegit l'artesania del treball de plomes, ceràmica i altres.
A partir de la segona part del segle XX cobraren importància la mineria de carbó i urani, aquest darrer ha donat problemes ambientals i a partir del 2005 la mineria d'urani està prohibida mentre que la quantitat extreta de carbó ha disminuït
L'any 2004 almenys el 60% de les famílies dels navajos tenien un membre implicat en l'artesania.
Fins al 2004, la Nació Navajo va declinar unir-se a altres nacions ameríndies que havien obert casinos de joc, a partir d'aquesta data intervingueren en diversos casinos d'amerindis dels Estats Units.
L'any 2008 promogueren instal·lacions d'energia eòlica. La desocupació fluctua entre el 40 i 45% però no té pròpiament una taxa de desocupació calculada sobre el nivell d'impostos perquè no tenen la majoria dels impostos que s'apliquen als Estats Units i la càrrega impositiva total és molt baixa a la Nació Navajo
.